# Skellefteå
Skellefteå je grad i središte istoimene općine u sjevernoj Švedskoj u županiji Västerbotten.

## Stanovništvo
Prema podacima o broju stanovnika iz 2005. godine u gradu živi 32.425 stanovnika.

## Gradovi prijatelji
- Norveška, Mo i Rana
- Češka, Pardubice
- Kina, Tong ling
- Finska, Brahestad
- Danska, Løgstør
- Estonija, Tallinn

## Vanjske poveznice
- Službene stranice grada

### Ostali projekti
|  | Zajednički poslužitelj ima još gradiva o temi Skellefteå |